# 藤沢とおる
藤沢 とおる（ふじさわ とおる、1967年1月21日 - ）は、日本の漫画家・漫画原作者。北海道出身、東京都在住。代表作に『湘南純愛組!』『GTO』『TOKKO 特公』などがある。主に不良漫画やアクション漫画を手がける。妻は女優の藤沢あやの。

## 略歴
- 少年誌デビュー以前は、相沢真理名義にて18禁のエロ漫画[1]などを執筆（1987年、東京三世社より単行本『東京SEX-Y倶楽部』を発売）。また、漫画家の江川達也のアシスタントをしていた。
- 1989年、『マガジンフレッシュ』掲載の『LOVE YOU』でデビュー。
- 1998年、第22回講談社漫画賞少年部門受賞（『GTO』）。アニメ版『GTO』に、受験者役（第2話）で声優として出演したことがある[2]。
- 2010年10月12日、ブログであやの（現：藤沢あやの）との結婚を発表。
- 2011年2月20日、第一子となる女児が誕生。
- チャリティ活動にも積極的に取り組み、東日本大震災の被災者を支援するために他の漫画家と共同で東日本大震災チャリティ同人誌「pray for Japan」で執筆する[3]。

## 人物
- 作中において、登場人物が意外な行動を見せる場面で、漫符「!?」の字が表示される演出を好む。
- 影響を受けたマンガ家は、大友克洋、上條淳士、藤原カムイ、柴田昌弘、たがみよしひさなど[4]。

## 作品リスト

### 漫画
- P-BOYS（1987年、『週刊少年宝島』、JICC出版局） - 相沢真理名義。
- LOVE YOU（1989年、『マガジンFRESH!』、講談社） - 読み切り作品。
- 艶姿純情BOY（1989年 - 1990年、『週刊少年マガジン』、講談社、全4巻）
- 湘南純愛組!（1990年 - 1996年、『週刊少年マガジン』、全31巻）
- BAD COMPANY（1996年、『週刊少年マガジン』、全1巻）
  - BAD COMPANY 2（1996年、『週刊少年マガジン』）
- GTO（1997年 - 2002年、『週刊少年マガジン』、全25巻）
  - GTO映画化記念!?「大トロでGOー!!」（2000年、『週刊少年マガジン』臨時増刊）
  - GTOマガジン万歳記念「おフランスでGOー!!」（2000年、『週刊少年マガジン』臨時増刊）
  - こんなモン食ってきたスペシャル「藤沢とおるのまんが道〜爆裂やしがに旅情編〜」（2002年、『マガジンFRESH!』増刊）
  - GTO SHONAN 14DAYS（2009年 - 2011年、『週刊少年マガジン』、全9巻） - 「GTO」の外伝作品。
    - BLACK DIAMOND （2011年、『週刊少年マガジン』、GTO SHONAN 14DAYS 9巻に収録） - 「GTO SHONAN 14DAYS」番外編。

  - 井の頭ガーゴイル（2012年 - 、『週刊ヤングマガジン』、講談社、既刊5巻） - 「GTO」のスピンアウト作品。休載中（第2シリーズ完の状態）。
  - GT-R（2012年、『週刊少年マガジン』、既刊1巻） - 「GTO」の外伝作品。休載中（第1シリーズ完の状態）。
  - GTO パラダイス・ロスト（2014年 - 、『週刊ヤングマガジン』、講談社、既刊19巻） - 「GTO」の外伝作品。
  - GTU -怒りのDEATH山田-（2024年 - 、『コミプレ-Comiplex-』、ヒーローズ、既刊1巻） - 「GTO」の内山田ひろしのストーリー[5]。
- ROSE HIP ROSE（2002年 - 2003年、『ヤングマガジンアッパーズ』、講談社、全2巻） - 後に復刻版（全4巻）が発売。警察庁・警視庁合同の特殊部隊「ASALLT」のローズヒップ（朝倉かすみ・17歳・女子高生）を主役にした警察アクションもの。
  - MAGNUM ROSE HIP（2006年、『週刊少年マガジン』） - Rose Hip Rose復刻版3、4巻収録。
  - ROSE HIP ZERO（2005年 - 2006年、『週刊少年マガジン』、全5巻） - 14歳・女子中学生の朝倉かすみとテロ対策４課のエースだった鬼道のコンビによる「ROSE HIP ROSE」の前日譚。
- TOKKO 特公（2003年 - 、『月刊アフタヌーン』、講談社、全3巻、未完）
  - 特公 零（ゼロ）（2013年 - 2016年 、『月刊ヒーローズ』、ヒーローズ、全4巻） - 「TOKKO 特公」の派生作品でありエピソードゼロとされる。原作・構成を担当。作画は浅田有皆。
- WILD BASE BALLERS（2003年 - 2004年、『週刊少年マガジン』、全6巻） - 原作を担当。作画は関口太郎。
- ひみつ戦隊モモイダー（2003年・2006年 - 2007年、『週刊ヤングジャンプ』/『週刊ヤングジャンプ増刊『漫革』』、集英社、全1巻）
- 仮面ティーチャー（2006年 - 2007年、『週刊ヤングジャンプ』、全4巻）
  - 仮面ティーチャーBLACK（2013年 - 2014年、『週刊ヤングジャンプ』、全5巻）
  - 仮面ティーチャー VS POLICE（2013年、『週刊ヤングジャンプ』・『週刊ヤングマガジン』） - 「仮面ティーチャー」と「井の頭ガーゴイル」のコラボ読み切り。
- REVEREND D（2006年 - 2007年、『月刊ComicREX』、一迅社、全2巻、未完） - 第一部完。D級レヴェレンド（黒神父）と幻視能力を持つ少女・泉結衣が、謎の事件を起こす結社・ソロモンズ・チャイルドの目的を探る。
- アニマルJOE（2007年 - 2008年、『ビッグコミックスピリッツ』、小学館、全1巻、未完） - 第一部完。
- あんハピっ!（2008年 - 2009年、『コミックチャージ』、角川書店、未完） - 連載雑誌の休刊に伴い、未完のまま終了。
- 遠い星から来たALICE（2008年 - 2009年、『ビッグコミックスピリッツ』、小学館、全2巻）
- ソウルメッセンジャー（2011年、『スーパージャンプ』、集英社、全2巻） - 原作を担当。作画はきたがわ翔。
- 渋谷ハチ公前 -another side-（2011年 - 2012年、『電撃コミック ジャパン』、アスキー・メディアワークス、全1巻） - 原作を担当。原案は青木良。作画は水元あきつぐ。
- ソウルリヴァイヴァー（2011年 - 2014年、『月刊ヒーローズ』、ヒーローズ、全6巻） - 原作・構成・キャラクターデザインを担当。作画は秋重学。
  - ソウルリヴァイヴァー SOUTH（2015年 - 2016年、『月刊ヒーローズ』、全3巻） - 続編的作品。本作では作画も手掛ける。
- 愛しのDUTCHOVENガール（2012年 - 2013年、『漫画アクション』、双葉社、未完） - 料理監修は影山のぞみ。
- 宇宙刑事ギャバン 黒き英雄（2012年 - WEBコミックス、2013年に『月刊少年チャンピオン』（秋田書店）に移籍、全1巻） - 構成・演出を担当。脚本は小林雄次、作画は太田正樹。
- 別に放り出した訳ぢゃないんだけど...。〜未完の漫画が或る理由〜（2013年、一迅社） - 作品集。「ひみつ戦隊モモイダー」（単行本未収録分）・「あんハピっ！」・「◯◯ラーのクッキングエレジー」・「愛しのDUTCHOVENガール」・「アンチャーテッド エルドラドの秘宝」を収録。
- SHONANセブン（2014年 - 2019年 、『月刊少年チャンピオン』、秋田書店、全17巻） - 原作を担当。作画は高橋伸輔。
- えやみのかみ（2014年 - 2016年、『マンガボックス』、全3巻） - 原作を担当。作画は落合ヒロカズ。
- おいしい神しゃま（2014年 - 2015年、『週刊少年サンデー』、小学館、全3巻）
- RED DATA PLANET（2019年 - 2021年、『別冊少年チャンピオン』、秋田書店、全18話、全4巻） - 原作を担当。作画は伊臣麿。

### 小説
- GTO Live in 北海道（1998年、講談社） - 相沢春吉と共著。

## キャラクターデザイン
- サンデー×マガジン クロスライン
- 列島最強伝説[6]

## エンドカード
- 聖痕のクェイサー テレビアニメ第23話

## 関連人物

### 師匠
- 江川達也

### アシスタント
- 綾峰欄人
- 葵ろむ
- ダイナミック太郎
- みずもとあきつぐ